# Шепилове
Шепи́лове — село в Голованівській громаді Голованівського району Кіровоградської області України. Населення становить 574 осіб.

## Географія
Село розташоване в долині річки Свинарки (притоки Кайнари), за 3 км від районного центру та за 9 км від найближчої залізничної станції Голованівськ. Шепилівській сільраді підпорядковане село Олександрівка.

## Історія
Перша письмова згадка припадає на 1764 р. з нагоди завершення будівництва церкви. В цей час і до половини наступного століття село було власністю польських магнатів Потоцьких.
1852 року Потоцькі мали 410 кріпаків, 1903 десятини землі в Шепиловому і 161 кріпака та 752 десятини землі й лісу — в Олександрівці, яке з самого заснування приписане до Шепилового. У той же час на кріпацьку ревізьку душу припадало по 0,87 десятини орної землі. Панщина становила 5-6 днів на тиждень.
В 1850 році поміщиця Ф. Потоцька вступила в договірні відносини з селянами, що вимагалося царським указом від 2 квітня 1842 року. Договір став чинним 1854 року. За ним селяни визнавалися особисто вільними. 288 ревізьких душ одержали 501 десятину орної землі і 166 десятин сінокосів, на двір припадало 6,2 десятини надільної землі.
У 80-90-х роках XIX ст. половина дворів Шепилового не мала коней і сільськогосподарського реманенту, отож селянські врожаї були мізерні. Тим часом двоє поміщиків і двоє орендарів володіли 1300 десятинами землі, 88 десятин належали церкві.
Перед революцією 1905 року з 196 селянських господарств Шепилового та 80 господарств Олександрівки 78 проц. були безземельними і малоземельними. Обтяжені непосильними податками і платежами, селяни-бідняки часто продавали за безцінь свої наділи і йшли з села на заробітки. Якщо в 1897 році в Шепиловому проживало 878 чоловік, то в 1904—596. Селяни, які залишалися в селі, здебільшого наймитували або на кабальних умовах орендували удільну землю по 25-30 крб. за десятину. Деякі займалися бондарсько-столярським, гончарним та ковальським ремеслами.
Злидні і безправ'я породжували протест проти існуючого ладу. Влітку 1905 року в Шепиловому виникла революційна група, яка агітувала відбирати в поміщиків землю і майно. А олександрівські селяни вимагали від поміщика передачі землі безпосередньо їм, а не через орендаря, яким необхідно було платити по 30 крб. орендної плати за десятину. Коли ж їм відмовили в цьому, жінки з кілками в руках вийшли на поміщицьке поле і не дозволили працювати робітникам економії.
Це був рік першої російської революції, в яких вихідці Шепилового брали безпосередню участь і на флоті. Зокрема, серед повсталих матросів броненосця «Георгий Победоносец» були наші земляки Г. С. Гримач та І. П. Кифоренко.
Початкову школу відкрито 1889 року, містилася вона у селянській хаті. Десяток дітей вчив селянин, який сам опанував грамоту на службі в армії. Через 23 роки в селі побудували церковнопарафіяльну школу з однією класною кімнатою. В ній було 20 учнів, всі три класи вів один учитель.
В роки першої світової війни до армії мобілізовано майже все працездатне чоловіче населення. В селі залишилися жінки, старики і діти. Радо зустріли селяни звістку про повалення самодержавства. Але політика Тимчасового уряду не принесла сподіваних результатів.
Серед учасників Жовтневого збройного повстання в Петрограді 1917 року був член солдатського комітету Ізмайловського полку Г. О. Колодійчук з Шепилового. Він брав участь у штурмі Зимового палацу, а 27-28 жовтня 1917 року — в розгромі контрреволюційних заколотників в районі Царського Села і Пулкова, в січні 1918-го в більшовицькому поході на Київ.
Дізнавшись про II Всеросійський з'їзд Рад і прийнятий на ньому ленінський Декрет про землю, місцеві бідняки почали втілювати його в життя всупереч забороні Центральної ради. 21 листопада 1917 року мешканці Олександрівки відібрали в поміщика частину землі і конфіскували маєток. Центральна рада змушена була навіть надіслала в грудні 1917 року третій сердюцький курінь до Голованівська і Шепилового для запобігання самовільних захватів землі та розорення поміщицьких маєтків.
У січні 1918 року Шепилове зайняли червоні загони, було створено ревком, який почав здійснювати розподіл поміщицької землі, худоби та реманенту серед селян. До ревкому увійшли Г. С. Гримач, І. П. Кифоренко, В. Г. Нужденко. Але в березні в село вступили австро-німецькі війська. В грудні село знову перебувало під червоноармійськими військами. Однак на початку 1919 року їх потіснила армія УНР. В березні знову прийшли червоні, а у вересні село захопили денікінці… В січні 1920 року село було визволене від білогвардійців. Проте ще не раз воно переживало наскоки загонів різноманітних ідеологічних спрямувань. Серед тих, хто намагався протистояти їм, були і шепилівці. Зокрема, 1920 року пішли добровольцями на фронт Є. І. Запорожець та М. П. Пухнатий, який загинув в одному з боїв.
За роки імперіалістичної та громадянської воєн селянські господарства були розорені. 1920 року 35 проц. дворів не мали тягла, 31,5 проц.— корів. Посівні площі різко скоротилися. Втім нова влада поступово стверджувалася. Того ж року було створено комнезам, за його ініціативою відкрито початкову трудову школу, а згодом сільбуд, хату-читальню, бібліотеку, створено гуртки для ліквідації неписьменності, де навчалося понад 100 чоловік.
Наприкінці 1920 року в Шепиловому обрано сільську Раду, яку очолив Г. С. Гримач. Разом з комнезамом вона передала селянам близько 1700 десятин землі. На кожного члена сім'ї припадало по 1,5 десятини.
Сільська Рада і комнезам залучали селян-бідняків та середняків до сільськогосподарських об'єднань. Так, у 1924 році створено товариство буряківників, що забезпечувало селян сільськогосподарським реманентом і насінням, подавало допомогу в запровадженні агротехніки і зоотехніки. В тому ж році організовано споживче товариство.
Активними учасниками радянського будівництва на селі стали перші комсомольці М. П. Нужденко, С. К. Олійник, С. М. Чернієнко, які в 1925 році входили до складу комсомольського осередку сусіднього села Межирічки, а через два роки організували осередок і в Шепиловому. В ньому налічувалося 6 юнаків і дівчат. Навколо них гуртувалася бідняцька молодь. За ініціативою комсомольців при клубі були створені сільськогосподарський, військовий і драматичний гуртки, влаштовувалися суботники для благоустрою та озеленення села.
1925 року в Шепиловому налічувалось 1193 жителі, а в Олександрівці — 570. На початку 1929-го в селі було два ТСОЗи. Вони об'єднували 56 бідняцьких господарств, що обробляли 308 га землі. Колективізації здійснювався серйозний спротив: селяни різали худобу, аби вона не була безплатно усуспільнена, переховувалося зерно, стріляли в активістів, один з яких — Н. Д. Сторожук — був тяжко поранений.
Проте сили були нерівні. Того ж року 6 родин найбільш заможних селян були вислані з села до Сибіру.
На початку 1930 року в Шепиловому організувалося два колгоспи: ім. Блюхера та «Незаможник», за якими закріплено відповідно 284 га і 383 га землі; в Олександрівці — артіль «Вперед до науки». Через два роки колгосп ім. Блюхера та «Незаможник» об'єдналися в одну сільськогосподарську артіль «Паризька комуна», до якої входило 142 двори, в її розпорядженні було 910 га землі. У 1934 році з допомогою Голованівської МТС колгосп «Паризька комуна» обробив 920 га зернових, 190 — цукрових буряків, а колгосп «Вперед до науки» — 382 га зернових і 85 — цукрових буряків.
22 вересня 1935 року артілі вручено державний акт на вічне користування землею в кількості 1851,5 га. Вже того року колгоспники зібрали по 14—16 цнт зернових з га. Рекордного врожаю пшениці — по 26,4 цнт з площі 106 га, а з окремої ділянки по 39 цнт — добилася бригада Є. І. Запорожця з артілі «Вперед до науки». За ці досягнення бригадира першим в області нагороджено орденом Леніна. В січні 1936 року він був учасником Всесоюзної наради передовиків сільського господарства, а в 1937 році — делегатом Надзвичайного XIV з'їзду Рад республіки, на якому затверджено Конституцію УРСР. Бригадир артілі «Паризька комуна» М. П. Нужденко був делегатом Другого Всесоюзного з'їзду колгоспників-ударників.
В 1936 році шепилівські колгоспники виступили ініціаторами змагання за високу культуру землеробства і продуктивність тваринництва, за благоустрій сіл, польових таборів тощо. Через газету «Більшовицький шлях» вони звернулися до всіх колгоспників району із закликом наслідувати їх приклад. Коли в країні розгорнувся рух п'ятисотенниць, до нього включилися буряківники місцевих артілей. Вже в 1936 році вони одержали по 200 цнт цукрових буряків з га. Крім того, колгосп «Паризька комуна» зібрав понад 20 цнт зернових, а в бригадах М. Ф. Вівсяного та М. Й. Залозецького вирощено по 38 цнт пшениці на площі 43,6 гектара.
У 1940 році тваринницька ферма колгоспу «Паризька комуна» мала 40 тис. крб. прибутку. Господарські успіхи створили добрі передумови для поліпшення добробуту трудящих. 1936 року в селі відкрито медпункт. Всі діти колгоспників навчалися у місцевій семирічній школі, створеній 1932 року на базі початкової. Зростав культурний рівень сільських трудівників. Перед війною в Шепиловому працювали клуб, бібліотека.
22 червня 1941 року мирну працю людей порушив розбійницький напад фашистських орд. Вже в перші дні війни багато шепилівців були призвані до Червоної Армії та народного ополчення. 31 липня 1941 року село захопили гітлерівці. Оточені в районі Умані військові з'єднання 6-ї і 12-ї радянських армій з боями проривалися до Первомайська. Частина з них вийшла до Шепилового, де 11 серпня зав'язався нерівний бій. 44 червоноармійці полягли смертю героїв. Багатьох воїнів (згодом вони перейшли лінію фронту і повернулися до лав Червоної Армії чи влилися в партизанські загони) шепилівці переховували в селі, пораненим подавали медичну допомогу.
Окупанти розстріляли П. Г. Нужденка, батька першого секретаря комсомольської організації, вивезли 75 чоловік на каторжні роботи до Німеччини. Восени 1942 року за спробу створити осередок ОУН окупаційною владою була заарештована і відправлена на примусові роботи до Німеччини вчителька початкових класів Олійник Ганна Григорівна (1921 р.н., с. Шепилове, освіта середня та однорічні вчительські курси). У квітні 1943-го втекла із ткацької фабрики м. Крефельд, змінила прізвище на Сергієнко. Після звільнення американськими військами передана радянській стороні. Мешкала в Литві. Та в 1950 році заарештована контррозвідкою МДБ СРСР військової частини 28734. В її ділі зокрема зазначено: «восени 1941 року встановила зв'язки з керівниками ОУН, за завданням яких у Шепилівській початковій школі виховувала дітей в націоналістичному дусі, прищеплювала любов до Самостійної України, зводила наклепи на соціалістичний лад; отримала від ОУН націоналістичний значок-герб і не раз брала участь у зборах молоді, де вивчались націоналістичний гімн і пісні антирадянського змісту». Органи також не посоромилися написати відверту брехню про цю мужню патріотку, мовляв, вона «добровільно виїхала в Німеччину». На жаль, ця сторінка з історії села стала відомою лише з проголошенням незалежності України. Хто ще вивчав націоналістичний гімн «Ще не вмерла Україна» і співав антирадянські пісні поки що не вдалося з'ясувати. Найвірогідніше вони теж були відправлені до Німеччини. Сама ж Ганна Григорівна 27.10.1950 трибуналом військ МВС Калінінградської області була засуджена до 25 років ув'язнення у виправно-трудових таборах з позбавленням громадянських прав на 5 років. Трибуналом 4-го Військово-Морського флоту 1.11.1954 міру покарання зменшено до 10 років неволі з позбавленням громадянських прав на 5 років. Комісією президії Верховної ради СРСР з розгляду справ на осіб, які відбувають покарання за політичні, посадові й господарчі злочини, 26.04.1956 з-під варти звільнена. Реабілітована 24.07.1991 Кіровоградською облпрокуратурою (Облархів П — 2739).
Місцеві жителі також надавали допомогу партизанам. Зокрема, М. Гончаренко та І. Бойко зібрані після боїв зброю і боєприпаси передали партизанському загону «Південний».
Майже 200 жителів села воювали на фронтах війни. Всі вони нагороджені орденами і медалями Союзу РСР. 95 чоловік загинули смертю хоробрих у боях за Батьківщину.
15 березня 1944 року 94-а гвардійська стрілецька дивізія 53-ї армії визволила Шепилове. Увічнюючи пам'ять полеглих, на території сільради встановлено два пам'ятники тим, хто поліг за звільнення сіл і два обеліски Слави воїнам-односельцям.
Одразу відновила роботу сільська Рада, в центрі уваги якої було відродження економіки і культури села. Держава допомогла колгоспу насінням, фуражем, тягловою силою, технікою, надала кредити. У 1944 році артіль «Паризька комуна» засіяла 951 га зернових і 94 га цукрових буряків. Колгосп першим у районі закінчив обмолот хліба, виконав державний план хлібозаготівель, здавши понад план до фонду Червоної Армії 11,4 тис. пудів хліба, своєчасно зібрав і вивіз на завод 9,8 тис. цнт цукрових буряків. У 1945 році колгосп «Паризька комуна» освоїв довоєнні посівні площі.
Відбудову народного господарства в селах Шепиловому й Олександрівці в основному завершено до 1950 року. Влітку того ж року шепилівський і олександрівський колгоспи об'єдналися в один «Паризька комуна» (з 1959 року він мав назву ім. Кірова, а з 1965 року — ім. Ватутіна). В 1951 році в порівнянні з 1944 роком кількість великої рогатої худоби зросла з 98 до 445 голів, свиней — з 54 до 476 голів. Значних успіхів добилися трудівники обох сіл у 50-і роки. По врожайності шепилівський колгосп зайняв у 1957 році перше місце в районі. Господарство одержало 2,5 млн крб. прибутку. Піднесення економіки дало можливість артілі широко розгорнути будівництво. Так, протягом 1954—1957 рр. споруджено два свинарники, два корівники, кормоцех, водонапірну башту, зерносховище, силосні споруди, ремонтну майстерню, будинок механізаторів тощо.
У 1971 році колгосп ім. Ватутіна об'єднував 495 дворів, 1196 трудівників сільського господарства, за ним було закріплено 2679 га землі, у тому числі 2291 га орної. Він мав 19 тракторів, 10 автомашин, 11 комбайнів.
За успіхи в розвитку народного господарства на честь 100-річчя з дня народження В. І. Леніна колгосп ім. Ватутіна занесено до обласної Ленінської книги трудової доблесті. 75 трудівників нагороджено медаллю «За доблесну працю. На відзнаку 100-річчя з дня народження Володимира Ілліча Леніна». Більше 130 шепилівців відзначені орденами і медалями. Серед них Герой Соціалістичної Праці, кавалер трьох орденів Леніна, бригадир тракторної бригади О. О. Колодійчук (1906—1963 рр.), якого односельці не раз обирали депутатом обласної, районної і сільської Рад. Орденом Леніна нагороджені також голова артілі О. Р. Олійник, бригадири О. Д. Вівсяний, Д. І. Задорожний; орденом Трудового Червоного Прапора — ланкова колгоспу Г. Г. Залозецька, трактористи І. Т. Белюга, Я. 3. Любчинський, агроном В. С. Депринда та інші.
В 1967 році в Шепиловому було відкрито історико-краєзнавчий музей на громадських засадах, в якому зберігалося більше 600 експонатів із життя села. На жаль, через кілька років, не маючи належної підтримки і захисту він закрився, експонати пропали.
Великий внесок у розвиток соціальної інфраструктури села робив колгосп. Один із дослідників історії села В. Є. Босий писав: «В 1968—1970 рр. колгоспом на будівництво культурно-побутових закладів витрачено понад 320 тис. крб. У с. Олександрівці зведено бригадний клуб на 250 місць. В Шепиловому Будинок культури із залом для глядачів на 500 місць, читальним залом, стаціонарною кіноустановкою, кімнатою бойової і трудової слави. В гуртках художньої самодіяльності активну участь беруть понад сто чоловік…»
В 1985 році місцевий колгосп ім. Ватутіна (голова В. Д. Вдовиченко) був переможцем Всесоюзного соціалістичного змагання у тваринництві.

## Населення
Згідно з переписом УРСР 1989 року чисельність наявного населення села становила 607 осіб, з яких 259 чоловіків та 348 жінок.
За переписом населення України 2001 року в селі мешкали 572 особи.

### Мова
Розподіл населення за рідною мовою за даними перепису 2001 року:
| Мова       | Відсоток |
| ---------- | -------- |
| українська | 97,91 %  |
| російська  | 1,22 %   |
| вірменська | 0,35 %   |
| молдовська | 0,35 %   |
| білоруська | 0,17 %   |

## Відомі люди
В Шепиловому народилися:
- Вівсяний Сергій Борисович (1972—2015) — старший солдат Збройних сил України, учасник російсько-української війни.
- Кифоренко Василь Іванович (1941—2001) — лауреат Державної премії України, кандидат сільськогосподарських наук, краєзнавець.
- Крет Никанор Матвійович — педагог, автор кількох краєзнавчих книг, редактор освітянської газети на Косівщині Івано-Франківська область.